# Clamart Volley-Ball 2008-2009
Questa voce raccoglie le informazioni riguardanti il Clamart Volley-Ball nelle competizioni ufficiali della stagione 2008-2009.

## Organigramma societario
Area direttiva
- Presidente: Alain Deschamps

Area tecnica
- Allenatore: Cyril Ong
- Allenatore in seconda: Laurent Delacourt

## Rosa
| N° | Nome                  | Ruolo | Data di nascita | Nazionalità sportiva |
| -- | --------------------- | ----- | --------------- | -------------------- |
| 1  | Virginie Kadjo        | S     | 3 maggio 1975   | Francia              |
| 3  | Laetitia Dabrainville | C     | 6 luglio 1989   | Francia              |
| 5  | Alexandra Perrot      | P     | 18 aprile 1979  | Francia              |
| 6  | Melissa Daniel-Maison | L     | 23 aprile 1979  | Francia              |
| 7  | Kevine Etienne        | C     | 7 aprile 1980   | Francia              |
| 9  | Kelly Oublié          | S     | 2 dicembre 1992 | Francia              |
| 10 | Maïlys Lepetit        | C     | 7 gennaio 1985  | Francia              |
| 11 | Fatou Diouck          | S     | 11 giugno 1985  | Senegal              |
| 13 | Eva Hamzaoui          | S     | 4 febbraio 1985 | Francia              |
| 16 | Anna Sliwinska        | P     | 23 agosto 1986  | Francia              |